# Mirando City
Mirando City és una concentració de població designada pel cens dels Estats Units a l'estat de Texas. Segons el cens del 2000 tenia 493 habitants.

## Demografia
Segons el cens del 2000, Mirando City tenia 493 habitants, 145 habitatges, i 108 famílies. La densitat de població era de 17,2 habitants/km².
Dels 145 habitatges en un 48,3% hi vivien nens de menys de 18 anys, en un 63,4% hi vivien parelles casades, en un 8,3% dones solteres, i en un 25,5% no eren unitats familiars. En el 22,8% dels habitatges hi vivien persones soles el 8,3% de les quals corresponia a persones de 65 anys o més que vivien soles. El nombre mitjà de persones vivint en cada habitatge era de 3,4 i el nombre mitjà de persones que vivien en cada família era de 4,16.
Per edats la població es repartia de la següent manera: un 39,6% tenia menys de 18 anys, un 7,1% entre 18 i 24, un 23,1% entre 25 i 44, un 19,7% de 45 a 60 i un 10,5% 65 anys o més.
L'edat mediana era de 28 anys. Per cada 100 dones de 18 o més anys hi havia 94,8 homes.
La renda mediana per habitatge era de 24.375$ i la renda mediana per família de 30.221$. Els homes tenien una renda mediana de 25.250$ mentre que les dones 18.250$. La renda per capita de la població era de 9.553$. Aproximadament el 22,2% de les famílies i el 26% de la població estaven per davall del llindar de pobresa.

## Poblacions més properes
El següent diagrama mostra les poblacions més properes.